# Хазићи
Хазићи су насељено мјесто у општини Оштра Лука, Република Српска, БиХ. Према попису становништва из 1991. у насељу је живјело 99 становника.

## Становништво
| Националност       | 1991. | 1981. | 1971. | 1961. |
| Срби               | 101   | 220   | 450   | 525   |
| Југословени        |       | 7     | 8     |       |
| остали и непознато |       |       | 3     |       |
| Укупно             | 101   | 227   | 461   | 525   |

| Демографија | Демографија | Демографија |
| Година      | Становника  | Становника  |
| ----------- | ----------- | ----------- |
| 1961.       | 525         |             |
| 1971.       | 461         |             |
| 1981.       | 227         |             |
| 1991.       | 101         |             |